# Йон Гансен
Йон Га́нсен (дан. John Hansen, нар. 27 липня 1924, Копенгаген — пом. 12 січня 1990, Копенгаген) — данський футболіст, що грав на позиції нападника. По завершенні ігрової кар'єри — футбольний тренер. Виступав, зокрема, за клуб «Ювентус», а також національну збірну Данії. Чемпіон Данії. Дворазовий чемпіон Італії.

## Клубна кар'єра
У дорослому футболі дебютував 1943 року виступами за команду клубу «Фрем», в якій провів п'ять сезонів, взявши участь у 86 матчах чемпіонату.
Своєю грою за цю команду привернув увагу представників тренерського штабу клубу «Ювентус», до складу якого приєднався 1948 року. Відіграв за «стару сеньйору» наступні шість сезонів своєї ігрової кар'єри. Більшість часу, проведеного у складі «Ювентуса», був основним гравцем атакувальної ланки команди. У складі «Ювентуса» був одним з головних бомбардирів команди, маючи середню результативність на рівні 0,66 голу за гру першості. За цей час двічі виборював титул чемпіона Італії.
Протягом 1954—1955 років захищав кольори команди клубу «Лаціо».
Завершив професійну ігрову кар'єру у клубі «Фрем», у складі якого вже виступав раніше. Прийшов до команди 1958 року, захищав її кольори до припинення виступів на професійному рівні у 1960.

## Виступи за збірні
1947 року залучався до складу молодіжної збірної Данії. На молодіжному рівні зіграв в одному офіційному матчі, забив 1 гол.
1948 року дебютував в офіційних матчах у складі національної збірної Данії. Протягом кар'єри у національній команді, яка тривала усього 1 рік, провів у формі головної команди країни 8 матчів, забивши 10 голів.

## Кар'єра тренера
Розпочав тренерську кар'єру, ще продовжуючи грати на полі, 1956 року, очоливши тренерський штаб клубу «Фрем».
Останнім місцем тренерської роботи був клуб Данія, команду якого Йон Гансен очолював як головний тренер 1969 року.
Помер 12 січня 1990 року на 66-му році життя у місті Копенгаген.
| Дата       | Місто      | Господарі | Результат | Гості  | Турнір           | Голи | Примітки        |
| ---------- | ---------- | --------- | --------- | ------ | ---------------- | ---- | --------------- |
| 15/06/1948 | Гельсінкі  | Фінляндія | 0 – 3     | Данія  | Torneo Nordico   | 1    |                 |
| 26/06/1948 | Копенгаген | Данія     | 8 – 0     | Польща | товариський матч | 2    |                 |
| 31/7/1948  | Лондон     | Єгипет    | 1 – 3     | Данія  | ОІ 1948          | -    |                 |
| 05/08/1948 | Лондон     | Данія     | 5 – 3     | Італія | ОІ 1948          | 4    |                 |
| 10/08/1948 | Лондон     | Швеція    | 4 – 2     | Данія  | ОІ 1948          | 1    |                 |
| 13/08/1948 | Лондон     | Данія     | 5 – 3     | Англія | ОІ 1948          | 2    | Бронзова медаль |
| 26/09/1948 | Копенгаген | Данія     | 0 – 0     | Англія | товариський матч | -    |                 |
| 10/10/1948 | Стокгольм  | Швеція    | 1 – 0     | Данія  | Torneo Nordico   | -    |                 |
| Усього     |            | Матчів    | 8         |        | Голів            | 10   |                 |

## Титули і досягнення

### Командні
- Чемпіон Данії (1):

«Фрем»: 1943-44
- Чемпіон Італії (2):

«Ювентус»: 1949-50, 1951-52
- Найкращий бомбардир Чемпіонату Данії (1):

«Фрем»: 1947-48
- Найкращий бомбардир Чемпіонату Італії (1):

«Ювентус»: 1951-52
Збірні
- Бронзовий олімпійський призер: 1948
- Найкращий бомбардир Літніх Олімпійських ігор: 1948